# Curly Strings
A Curly Strings észt együttes. Amerikai country és bluegrass stílusú dalaik és instrumentális műveik a népzenében gyökereznek, észt nyelvű szövegeiket a tagok és észt költők írják.

## Történelem
Az együttes 2013-ban alakult a Tartui Egyetem Viljandi Kulturális Akadémiáján folytatott tanulmányai során. Villu Talsi és Taavet Niller ekkor már mintegy tíz éve együtt zenéltek, Eeva Talsi pedig két éve Villu felesége volt.
2014 áprilisában kiadott bemutatkozó albumuk, az Üle ilma az év legsikeresebb albuma lett Észtországban. Az év folyamán már nem csak hazájukban koncerteztek, hanem felléptek Finnországban, Németországban és Belgiumban is.

## Tagok
- Eeva Talsi – hegedű, vokál
- Villu Talsi – mandolin, vokál
- Jalmar Vabarna – gitár, vokál
- Taavet Niller – nagybőgő, vokál[2][3]

## Diszkográfia
- Üle ilma (2014)[2][3]